# محمد الصفدي (سياسي)
محمد الصفدي (1944 -)، رجل أعمال لبناني شغل منصب وزير المالية في عهد نجيب ميقاتي بين عامي 2011 و2014. كما شغل منصب وزير الاقتصاد والتجارة بين عامي 2008 و2011.

## النشأة والتعليم
وُلد الصفدي في طرابلس، لبنان، في 28 مارس 1944 لعائلة سنية. وهو ابن أحمد الصفدي. عائلته من رجال الأعمال، ويديرون شركتهم الخاصة في طرابلس.
تخرج الصفدي من الجامعة الأمريكية في بيروت، حيث حصل على درجة البكالوريوس في إدارة الأعمال في فبراير 1968.

## مسيرته المهنية
بدأ الصفدي مسيرته المهنية في القطاع الخاص في لبنان عام ١٩٦٩. وفي عام ١٩٧٥، ومع اندلاع الحرب الأهلية في لبنان، بدأ بالاستثمار في المملكة العربية السعودية. ولذلك، يمتلك العديد من الاستثمارات التجارية في المملكة العربية السعودية، والتي شمل معظمها بناء المجمعات السكنية.
وسّع الصفدي أعماله في جميع أنحاء العالم العربي وصولاً إلى أوروبا في المملكة العربية السعودية. كما عمل مديرًا للأعمال في لندن للأمير تركي بن ناصر، أحد أفراد عائلة آل سعود. أسس الصفدي مجموعة الصفدي القابضة في لبنان في التسعينيات.

## المسيرة السياسية
انتخب الصفدي عضوًا في البرلمان اللبناني لأول مرة عام 2000 عن كتلة طرابلس. وشغل منصب وزير الأشغال العامة والنقل من 19 يوليو 2005 إلى يوليو 2008. كما شغل الصفدي منصب وزير الطاقة والمياه بالوكالة عامي 2007 و2008. ثم عُيّن وزيرًا للاقتصاد والتجارة في 11 يوليو 2008 في حكومة فؤاد السنيورة. وأُعيد انتخابه عضوًا في البرلمان في انتخابات عام 2009 على قائمة تحالف 14 آذار. عُيّن الصفدي وزيرًا للاقتصاد والتجارة في حكومة سعد الحريري في 9 نوفمبر 2009، واستمر في منصبه حتى يونيو 2011.
لم يدعم الصفدي سعد الحريري في محادثات تشكيل الحكومة عام 2011 مع الرئيس اللبناني ميشال سليمان. بدلاً من ذلك، صوت لصالح نجيب ميقاتي خلال مشاورات تشكيل الحكومة في يناير 2011. لذلك، انفصل عن حلفائه في تحالف 14 آذار وانحاز إلى تحالف 8 آذار بقيادة حزب الله إلى جانب ميقاتي. أصبح الصفدي حليفًا لميقاتي بعد هذا الحدث.
شغل الصفدي منصب وزير المالية من 13 يونيو 2011 إلى فبراير 2014 في الحكومة التي قادها رئيس الوزراء نجيب ميقاتي.داخل الحكومة، كان الصفدي جزءًا من المجموعة التي عينها رئيس الوزراء ووزيرًا مستقلًا أو غير تابع في حكومة ميقاتي.في أكتوبر 2012، ذكرت صحيفة السفير أن الصفدي لن يشارك في الانتخابات البرلمانية لعام 2013 في طرابلس ربما بسبب مخاوف صحية.
يرأس الصفدي اللجنة التوجيهية للجنة المساعدة الفنية الإقليمية للشرق الأوسط التابعة لصندوق النقد الدولي. كما كان رئيسًا للجنة الصداقة البرلمانية اللبنانية الألمانية وعضوًا في لجنة الاقتصاد في البرلمان.
انتهت ولاية الصفدي كوزير للمالية في فبراير 2014 عندما تم تعيين علي حسن خليل في هذا المنصب. في نوفمبر 2019، وفي خضم الاحتجاجات اللبنانية 2019-2020، تم اختيار الصفدي كرئيس وزراء لبنان القادم، خلفًا لسعد الحريري. وانسحب الصفدي من ترشحه في 16 نوفمبر/تشرين الثاني، وسط غضب واسع النطاق واحتجاجات عنيفة في الشوارع رفضت ترشيحه.

## جدل
ارتبط الصفدي بمسؤولين حكوميين فاسدين، ووُجهت إليه انتقادات لاستفادته من النظام السياسي والمالي المتجذر في لبنان.
وُجهت تساؤلات حول صفقاته الدولية عبر شركات خارجية، بالإضافة إلى استثماراته في نادي اليخوت في بيروت،بتهم فساد وغسيل أموال.
وأفادت صحيفة الغارديان أن الصفدي متورط في صفقة أسلحة اليمامة عبر شركة خارجية مجهولة، تُدعى بوسيدون. ويُزعم أن الشركة استُخدمت لتحويل الأموال إلى الصفدي، الذي كان يعمل لدى الأمير تركي بن ناصر، أحد أفراد العائلة المالكة السعودية وضابط في سلاح الجو آنذاك.
وكان موضوع تحقيق في المملكة المتحدة بشأن تورطه المشتبه به في تجارة الأسلحة، وتحديدًا فيما يتعلق بعقود الدفاع الدولية.
كما أثيرت مخاوف بشأن دوره في تمكين عمليات الميليشيات اللبنانية من خلال التحقيقات والاتهامات الموجهة إليه عندما كان وزيرًا للنقل.
بالإضافة إلى ذلك، ورد أن صفدي كان تحت التدقيق من قبل مكتب مكافحة الاحتيال الخطير في المملكة المتحدة منذ وقت مبكر من عام 2005، تزايد المخاوف بشأن الأنشطة المالية للصفدي فيما يتعلق بصفقات الأسلحة الخاضعة للعقوبات. 

## حياته الأسرية
في 5 أكتوبر/تشرين الأول 2015، تزوج صفدي من فيوليت خيرالله. ولديه طفلان من زواج سابق. توفي ابنه، رمزي، في حادث سيارة بإنجلترا في 10 مارس/آذار 2008.
أسس صفدي مؤسسة باسم "مؤسسة صفدي" عام 2000. تقدم المؤسسة خدمات صحية وتعليمية واجتماعية.

## الجوائز
حصل صفدي على وسام الاستحقاق من ألمانيا.

## وصلات خارجية
- موقعه الشخصي نسخة محفوظة 2 فبراير 2011 على موقع واي باك مشين.
- مؤسسة الصفدي